# Alliance française en Espagne
 (janvier 2025).
Le réseau espagnol de l'Alliance française est constitué de 21 comités présents dans autant de villes, qui développent tous une activité d'enseignement, essentiellement celui de la culture et de la langue françaises.  
La Délégation générale de l'Alliance française en Espagne coordonne ce réseau et promeut une politique de diffusion linguistique et culturelle. Représentant de la Fondation Alliance française sur le territoire national, le délégué général coordonne et anime l'ensemble du réseau espagnol des Alliances françaises, en partenariat avec l'Alliance française en Espagne. À la croisée des services et des institutions, il assure le lien entre le réseau des Alliances, la Fondation Alliance française et le ministère français des Affaires étrangères et du Développement international, notamment le Service de coopération et d'action culturelle / Institut français de l'Ambassade de France en Espagne.
La principale mission du délégué général est de développer une politique de diffusion de la langue et de la culture françaises en Espagne. Au service de toutes les Alliances françaises d'Espagne, il les soutient et les conseille, leur propose des actions linguistiques et culturelles, centralise l'échange des ressources et facilite la mutualisation des compétences présentes dans l’ensemble du réseau.
La fonction de délégué général est cumulée depuis 2010 avec celle de directeur de l'Alliance française de Madrid. Elle est confiée depuis 2013 à André Rochais, qui a succédé à Elisabeth Ranedo et Alain Valls.